# کوکوچو
کوکوچو (انگلیسی: Kokochü یا تب تنگری; ۱ ژانویهٔ ۱۱۵۰ – ۱ ژانویهٔ ۱۲۰۷) شمن و روحانی مغولستان بود. مادر چنگیز خان، هوئلون، در حدود سال ۱۱۶۷ بیوه یسوکای بهادر شد، اما بعداً با نجیب‌زاده‌ای به نام «مونگلیک» که دوست نزدیک یسوکای بهادر بود، ازدواج کرد. او چندین پسر از زنان دیگر داشت، که یکی از آنان شمن بود (روحانی سنتی شمن‌باوری است) و کوکوچو نام داشت، او هم سن چنگیز خان بود و کسی بود که در گردهمایی بزرگ‌سال ۱۲۰۶، بعد از پیروزی چنگیز خان در نبرد سیزده طرف و متحد کردن قبایل او را خان بزرگ مغول اعلام کرد.
برای مدتی کوکوچو برای حکومت بر امپراتوری توطئه می‌کرد. قصار یکی از سه برادر تنی چنگیز خان بود. کوکوچو ابتدا سعی کرد از شر قصار، خلاص شود و به چنگیز خان اعلام کرد که اگر از شر او خلاص نشود، در خطر است. مادر قصار، هوئلون از او در برابر اتهامات بی‌وفایی و خیانت ناشی از گفته‌های تب تنگری، دفاع کرد. چنگیز خان او را زندانی کرد و از افتخاراتش محروم کرد، اما با شفاعت مادرش هوئلون آزادی به او بازگردانده شد. بعد از آزادی نوبت به برادر دیگر چنگیز، تموگه رسید که توسط کوکوچو در ملاء عام تحقیر شد.
چنگیز که تحت تأثیر گفته‌های همسرش بورته که تب تنگری را تهدیدی برای جانشینی سلسله می‌دانست واقع شده بود، مونگلیک و هفت پسرش را روز بعد به دربار خود دعوت کرد. وقتی آنها رسیدند، تموگه تب-تنگری را به مسابقه کشتی (ورزش) دعوت کرد و از آنجایی که دعوا در داخل چادر ممنوع بود، او را به بیرون از چادر کشاند، جایی که سه مرد قوی، شمن را گرفتند و ستون فقرات او را شکستند (یعنی بدون ریختن خون او را کشتند، همان‌طور که به رسم مغول اشراف کشته می‌شدند). جای او را اسوب پیر از قبیله بعرین گرفت.
«دیوید مورگان» نویسنده کتاب چنگیز خان: فتوحات او، امپراتوری او، میراث او نوشته‌است، چنگیز خان شمن تب تنگری را کشت زیرا او یک رقیب سیاسی بود که قدرت او را تهدید می‌کرد. یک قتل سیاسی که نشان دهنده بی‌تفاوتی چنگیزخان نسبت به مذهب بود. در یک خلاصهٔ ساده مورگان از قتل کوکوچو عوامل عمده‌ای را که بر تصمیم‌گیری چنگیزخان تأثیر گذاشت، حذف شده‌اند. مورگان ادعا می‌کند که چنگیز خان کوکوچو را تهدیدی برای اقتدار خود می‌دید، بنابراین او دستور قتل شمن را داد. به گفته مورگان، «پس از اینکه کوکوچو حکومت خود را در یک قورولتای (مجمعی که ریش‌سفیدان در آن جمع شده و تصمیمات سیاسی می گیرند) مشروعیت بخشید. چنگیز خان او را به قتل رساند و داستانی افسانه ای برای توضیح مرگ او ارائه کرد.» مورگان خلاصه ای بیش از حد ساده ارائه می‌دهد و به جاه طلبی سیاسی چنگیز اشاره می‌کند که بر احترام بر معنویت او غلبه می‌کند. با این حال، تحلیل دقیق‌تر نشان می‌دهد که این اقدام صرفاً با انگیزه سیاسی نبوده‌است. تجزیه و تحلیل کامل «قتل تب تنگری» نشان می‌دهد که چنگیز خان انگیزه‌های متعددی برای کشتن تب تنگری در خارج از سیاست داشته‌است.
قوی‌ترین مدرک اولیه برای این استدلال که چنگیزخان مذهبی نبوده‌است، کتاب «تاریخ مخفی مغولان» و سند قرار دادن «قتل تب تنگری» است. اختلاف بین چنگیزخان و تب تنگی بسیار شدیدتر بود. این واقعه به گفته کاتب مغول باستان از زمانی شروع شد که تب تنگی سعی کرد بین چنگیزخان و برادرش قصار تفرقه ایجاد کند. برای انجام این کار، تب تنگری پیشگویی دروغینی ایجاد کرد مبنی بر اینکه قصار نیز می‌تواند خان شود و در صورت عدم اقدام فوری می‌تواند حکومت چنگیزخان را تهدید کند. تب تنگری پیشگویی جدیدی به خان داد و گفت: «حکم بهشت ابدی در مورد فرمانروا توسط نشانه‌های آسمانی به این صورت پیشگویی شده‌است: اگر غافلگیرانه به قصار ضربه ندهی، معلوم نیست چه اتفاقی خواهد افتاد!» چنگیزخان این پیشگویی را باور کرد و مطابق آن عمل کرد. او بلافاصله تحت تأثیر این پیشگویی با برادرش دشمن شد. او شمنی فریبکار بود. جمع‌آوری قدرت و تلاش برای رقابت با چنگیز خان هدف او بود، اما این تنها عامل مؤثر در مرگ او نبود.
پس از کشتن کوکوچو چنگیز خان دلیل مرگ پسرش را به پدر شمن اینگونه توضیح داد: «از آنجا که تب تنگی بر برادران کوچکترم دست گذاشت و تهمت‌های بی‌اساس را در میان آنها پراکنده کرد تا اختلاف افکنی کند، او دیگر مورد عشق بهشت قرار نگرفت و جان او سلب شد.» چنگیز خان می‌گوید که کشتن تب تنگری به جای یک ترور با انگیزه سیاسی، انتقام برادرانش و برکناری یک مقام فاسد بود. در این مورد منظور چنگیز خان حمله به مذهب نبوده‌است بلکه متن نشان می‌دهد که این قتل با انگیزه شخصی و انتقام و دین انجام شده‌است.